# Final Fantasy VII
Final Fantasy VII là một game nhập vai được phát triển bởi Square Soft (giờ đổi thành Square Enix) và phát hành bởi Sony Computer Entertainment. Đây là bản thứ bảy trong dòng game Final Fantasy. Bản đầu tiên của Final Fantasy VII được phát hành vào năm 1997 cho hệ máy PlayStation, bản tiếp theo được phát triển cho hệ điều hành Windows trên máy tính vào 1998. Đây là một trong những game đầu tiên đặt chân lên nền tảng đồ họa 3D với hình ảnh các nhân vật và cảnh vật hoàn toàn là 3D (OMG).

## Cốt truyện
Final Fantasy VII bắt đầu với việc Cloud tham gia cùng nhóm AVALANCHE thực hiện một loạt các cuộc tấn công nhắm vào các lò phản ứng Mako ở xung quanh thành phố Midgar. Tuy lần đầu thành công tốt đẹp, nhưng trong lần tiếp theo, nhóm AVALANCHE đã bị kẹt lại trong lò phản ứng. Nó nổ tung, đẩy Cloud ngã từ khu vực phía trên của Midgar xuống khu ổ chuột bên dưới. Anh rơi xuống một thảm cỏ đầy hoa, nơi anh chính thức gặp gỡ và quen biết Aeris. Sau khi biết rằng nhóm Turk, đặc vụ của Shinra, đang trên đường truy bắt Aeris, Cloud đã đồng ý trở thành vệ sỹ của cô và giúp cô thoát khỏi tay bọn chúng.
Sau khi Shinra phát hiện ra nơi ẩn náu của nhóm AVALANCHE, chúng đã hủy diệt hoàn toàn khu Sector 7, giết chết tất cả những ai sống ở đó cùng 3 thành viên của nhóm AVALANCHE. Bọn Turk cũng bắt được Aeris, hóa ra cô chính là người "Cetra" cuối cùng còn sống sót, đó là một tộc người có mối liên hệ chặt chẽ với Hành tinh và mọi người đều nghĩ rằng họ đã tuyệt chủng. Chủ tịch của Shinra tin rằng Aeris có thể dẫn hắn tới chỗ Miền Đất Hứa (Promised Land), một vùng đất huyền thoại rất phì nhiêu và màu mỡ, nơi hắn dự định sẽ tìm kiếm nguồn năng lượng Mako.
Các thành viên còn lại của nhóm AVALANCHE đột nhập vào trung tâm đầu não của Shinra để giải cứu cho Aeris. Sau khi giải thoát cho cô và Red XIII, họ đã tẩu thoát thành công vì hầu hết nhân viên trong tòa nhà, kể cả tên Chủ tịch, đã bị Sephiroth - một kẻ bị cho là đã chết - giết sạch, hắn tuyên bố rằng, hắn không cho phép Shinra chiếm được Miền Đất Hứa. Nhóm AVALANCHE còn biết thêm rằng, trong cuộc tấn công của Sephiroth vào Shinra, phần thân thể không-đầu của một sinh vật có tên là "Jenova" đã biến mất khỏi khu thí nghiệm trong tòa nhà.
Trong lúc Rufus Shinra, con trai của tên Chủ tịch, lên nắm quyền điều hành công ty, thì nhóm AVALANCHE truy đuổi Sephiroth trên khắp Hành tinh, họ sợ rằng mục đích của hắn khi tới được Miền Đất Hứa sẽ tạo ra sức tàn phá thậm chí còn khủng khiếp hơn cả bọn Shinra. Cait Sith và Cid Highwind đã gia nhập nhóm, và có thêm cả Vincent và Yuffie nữa. Và cuối cùng, toàn bộ kế hoạch của Sephiroth cũng đã hé lộ: Nếu thế giới bị thương tổn nghiêm trọng thì dòng Lifestream (Năng lượng của sự sống) sẽ tập trung lại một chỗ để chữa trị vết thương. Sephiroth dự định sẽ sử dụng phép thuật hủy diệt có tên là "Meteor" (Thiên thạch) để tạo ra một vết thương như thế, rồi sau đó hắn sẽ hòa vào làm một với nguồn năng lượng của Hành tinh, và sau khi tái sinh, hắn sẽ trở thành ‘Chúa trời’ cai trị tất cả. Aeris đã bỏ đi để ngăn chặn Sephiroth một mình. Nhóm AVALANCHE lần theo dấu vết của cô tới Lục địa phía Bắc, nơi họ đi vào một thành phố cổ của người Centra. Khi họ tìm thấy Aeris đang cầu xin sự trợ giúp của Hành tinh thì Sephiroth bỗng ở đâu hiện ra, đâm xuyên qua người Aeris bằng thanh kiếm dài của hắn.
Do bị chi phối bởi lời nói của Sephiroth, Cloud bắt đầu nghi ngờ những ký ức của chính mình, anh khăng khăng cho rằng mình không phải là một con người bằng xương bằng thịt, mà chỉ là một vật thí nghiệm được Giáo sư Hojo tạo ra từ gen của Jenova mà thôi. Jenova là một sinh vật đến từ vũ trụ đã đâm xuống Hành tinh vào thời điểm khoảng 2.000 năm về trước. Nó định lây nhiễm cho tất cả các sinh vật sống trên Hành tinh một loại virus gây mất trí và biến vật chủ của nó thành quái vật; hầu hết người Cetra đều trở thành nạn nhân của nó. Và để tự bảo vệ mình, Hành tinh đã tạo ra những con quái vật khổng lồ được gọi là "WEAPON". Hầu hết mọi người đều chạy trốn thay vì đứng ra chiến đấu chống lại Jenova; tuy nhiên, một nhóm nhỏ người Cetra còn sống sót đã đánh bại được Jenova và giam giữ nó lại. Không cần phải bảo vệ Hành tinh nữa, bọn WEAPON đã rơi vào trạng thái ngủ đông.
Thế rồi, 2.000 năm sau đó, phần còn lại của Jenova đã được Giáo sư Gast, một nhà nghiên cứu của Công ty Shinra, khai quật. Do nhầm tưởng sinh vật đó là một người Cetra cổ, Gast đã cho phép tiến hành thí nghiệm tạo ra người Cetra nhân-tạo bằng cách kết hợp các tế bào của Jenova với một thai nhi. Và Sephiroth đã phát hiện ra hắn chính là sản phẩm của cuộc thí nghiệm này trong một lần thi hành nhiệm vụ cho Shinra tại Nibelheim, quê nhà của Cloud và Tifa. Hắn kết luận rằng mình là một người Cetra được tạo nên từ gen của Jenova. Hắn đã đốt cháy cả Nibelheim, với ý định giết hết tất cả hậu duệ của những người, hắn tin rằng, đã bỏ mặc tổ tiên của hắn hồi Hành tinh còn bị tấn công. Cloud đã chạm trán Sephiroth trong vụ thảm sát này, và sau đó, Sephiroth đã biến mất không rõ nguyên nhân và hắn bị cho là đã chết cho tới khi hắn bất ngờ tái xuất hiện tại trụ sở của Shinra.
Khi nhóm AVALANCHE đi tới Northern Crater (Miệng núi lửa phía Bắc) để giáp mặt Sephiroth, hắn đã nói với Cloud rằng anh không hề sống ở Nibelheim, và hắn cho anh thấy hình ảnh của một SOLDIER có mái tóc màu đen đã chiếm chỗ của Cloud trong ký ức của anh. Tifa không thể bác bỏ được những gì Sephiroth nói, và rồi Sephiroth gọi phép Meteor, khiến cho Hành tinh buộc phải đánh thức bọn WEAPON dậy để đối phó. Trong suốt loạt động đất tiếp theo sau đó, Cloud bị tách khỏi nhóm và ngã xuống dòng Lifestream.
Trong khi tảng thiên thạch được Sephiroth triệu hồi đang từ từ lao về phía Hành tinh, thì Công ty Shinra tập trung vào việc bảo vệ nhân loại khỏi bọn WEAPON, và tiêu diệt Sephiroth, với hy vọng rằng việc đó sẽ khiến cho phép Meteor tự biến mất. Trong lúc đó, các thành viên của nhóm AVALANCHE đã tìm được Cloud trong tình trạng rối loạn tâm thần tại một khu giải trí miền nhiệt đới và anh đã không còn ý định đi tìm cách hóa giải phép triệu hồi Meteor nữa. Sức mạnh hủy diệt của bọn WEAPON đã khiến cho hòn đảo bị nứt làm đôi, Cloud và Tifa bị ngã xuống dòng Lifestream. Tại đó, cô đã tái dựng lại ký ức cho Cloud và sau đó, cô cũng hiểu thêm về quá khứ thật sự của anh. Hóa ra Cloud chưa bao giờ gia nhập đội SOLDIER, còn người lính SOLDIER tóc đen trong ký ức của anh thực ra là mối tình đầu của Aeris và cũng là người bạn tốt nhất của anh, Zack Fair. Hồi đó, Zack, Tifa, và Cloud đã cùng nhau chiến đấu với Sephiroth khi hắn đốt cháy Nibelheim. Tifa và Zack bị đánh bại, còn Cloud và Sephiroth thì bị thương nặng. Sau khi chặt lấy đầu của Jenova, Sephiroth đã bị Cloud ném vào dòng Lifestream, mang theo cái đầu của con quái vật. Nhưng hắn không chết, cơ thể và ý thức của hắn đã kết tinh lại trong miệng núi lửa của Jenova.
Sau đó, Cloud và Zack nằm trong số những người bị thương còn sống sót đã bị Shinra bắt giữ như một phần của kế hoạch che đậy vụ thảm sát của Sephiroth. Giáo sư Hojo đã biến những người còn sống sót đó thành vật thí nghiệm, hắn thực hiện cùng những phương pháp dùng để nâng cao sức mạnh cho lính SOLDIER - cho họ tắm bằng năng lượng Mako và tiêm tế bào của Jenova vào người họ. Thế là ngoài Zack ra, tất cả bọn họ đều rơi vào trạng thái hôn mê, và phải mất gần 5 năm sau, Zack mới trốn được khỏi nơi giam giữ và mang Cloud đi theo anh. Tuy nhiên, tế bào của sinh thể ngoài Hành tinh Jenova trong cơ thể Cloud vẫn cho phép Sephiroth thao túng hành động của anh. Hơn nữa, khả năng "nhân bản thông tin" của tế bào đã khiến cho trí óc của Cloud dựng nên một nhân cách khác, dựa trên những hành vi của Zack. Nhân cách này xuất hiện khi anh và Zack bị lính Shinra truy sát ở vùng ngoại ô thành phố Midgar trong lúc đang trốn chạy. Trước khi Zack nhắm mắt, anh đã thuyết phục Cloud sống cuộc sống của cả hai người. Sau đó, Tifa tìm thấy Cloud, trong bộ đồng phục của lính SOLDIER cấp 1, và cô đã đề nghị anh làm việc cho nhóm AVALANCHE.
Sau khi Cloud tỉnh lại, anh được biết thêm rằng Aeris, vào những giây phút cuối cùng của cô, đang triệu tập phép "Holy" với viên White Materia (Materia Trắng), phép thuật duy nhất có thể chống lại được Meteor. Tuy cô đã thành công, nhưng từ đó tới giờ, Sephiroth vẫn luôn phong tỏa, không cho phép thuật của cô phát huy tác dụng. Quyết định bảo vệ nhân loại khỏi bọn WEAPON trước khi tiếp cận Sephiroth, Shinra và nhóm AVALANCHE đã tiêu diệt bọn WEAPON, tuy rằng trong quá trình đó, hầu hết các lãnh đạo cao cấp của Shinra đều đã bị giết chết. Trong số vài người còn sống sót, người ta phát hiện ra rằng Reeve Tuesti chính là người đã điều khiển Cait Sith, còn Giáo sư Hojo, thì ra lại chính là cha đẻ của Sephiroth. Hắn giải thích rằng hắn và vợ hắn trước đó đều là trợ lý của Giáo sư Gast, và cả hai đã lấy đứa con trai chưa sinh của mình ra làm vật thí nghiệm cho chương trình nghiên cứu Jenova. Sau khi phát hiện ra việc Hojo đang cố gắng giúp Sephiroth trở thành bá chủ của dòng Lifestream, nhóm AVALANCHE đã giết hắn. Và trong cuộc chiến đấu cuối cùng của họ chống lại Sephiroth, cả nhóm đã đi xuyên qua Miệng núi lửa phía Bắc, Northern Crater, tới tận trung tâm của Hành tinh. Họ đã đánh bại Sephiroth và giải thoát cho phép Holy, nhưng tiếc là chỉ một mình phép đó thôi thì không đủ sức phá hủy mảnh thiên thạch. Thành phố Midgar, do được chọn làm mục tiêu của Meteor, đã gần như bị hủy diệt hoàn toàn. Tuy nhiên, vào đúng lúc nguy cấp nhất, dòng Lifestream từ khắp Hành tinh đã hiện ra và trợ giúp cho phép Holy phá hủy Meteor thành công.
Trong đoạn kết, 500 năm sau sự kiện đã diễn ra, Red XIII chạy dọc theo hẻm núi cùng 2 đứa con. Họ trèo lên một vách núi cao và từ đó ngắm nhìn mảnh đất tràn đầy nhựa sống với thảm cỏ xanh mướt, nơi trước đây một thời từng là thành phố Midgar.